# بيل جيمس (إحصائي)
بيل جيمس (بالإنجليزية: Bill James) هو إحصائي أمريكي، ولد في 5 أكتوبر 1949 في هولتون في الولايات المتحدة.

## وصلات خارجية
- بيل جيمس على موقع الموسوعة البريطانية (الإنجليزية)